# Forte 4GL
Forté 4GL は プロプライエタリなアプリケーションサーバである。スケーラビリティを持った可用性の高いエンタープライズ領域のアプリケーションを作成するのに用いられた。

## 歴史
Forté 4GLはクライアントサーバモデルで稼動するアプリケーションを開発及び管理するための総合的なパッケージである。Forté 4GLはアプリケーションサーバ、配布ツール、アプリケーションの監視ツール、それとTOOL(transactional object oriented language)と呼ばれる独自のオブジェクト指向言語から構成されている。TOOLはForteのアプリケーションサーバでのみ動作することが可能であり、"TOOL" で作成されたアプリケーションと"Forté"アプリケーションは多くのユーザには同義である。
最初のリリースは1994年8月でありその後、開発元のForté社はバージョンアップに伴い、以下の様な拡張を行った。
- Web Enterprise

リッチクライアントアプリケーションをWebサーバを介して発行するためのHTMLラッパー。
- Forte Express

迅速にデータベースにアクセスする画面を作成するためのGUIインターフェースキット。1995年7月にリリースされた。
- Conductor

アクティビティを構成することができる、ワークフローエンジン。1997年3月にリリースされた。
- Forte Fusion

外部システムとXMLメッセージを使ってリンクするための統合的バックボーン。Conductorエンジンと連携して動作する。
Forte社はサン・マイクロシステムズに買収され、上記のモジュールは統合されてUnified Development Server (UDS) とIntegration Server (IS)に改名され、 iPlanetの管理下におかれた。その後これらはEnterprise Application Integration (EAI) として一緒にバンドルされた。
サンはこの製品のサポートの終了を宣言しており。2009年の4月に公式サポートは終了した。

## 機能
エンタープライズアプリケーション開発システムであるForte 4GLはOracle やSybase ASE、Microsoft SQL Server、Infomix IDS、DB2等のいくつかのRDBMSとの密接な連関を持っていた。これによりSQLをTOOLのコードに埋め込んで、実行時にSQLを構築することが可能であった。
また、分散アプリケーションをサポートしており、開発者が特定のクラスのインスタンスを作成すると指定したサーバに配置される。インスタンスを介したメソッドの呼び出しはネットワークを介して透過的に行われ、開発者はどのように呼び出しが行われるかを意識する必要は無い。